# Тершівська сільська рада
Тершівська сільська рада — орган місцевого самоврядування у Старосамбірському районі Львівської області. Адміністративний центр — село Тершів.

## Загальні відомості
Тершівська сільська рада утворена в 1939 році. Водоймища на території, підпорядкованій даній раді: річки Дністер, Дубен, Сушічанка.

## Населені пункти
Сільській раді підпорядковані населені пункти:
- с. Тершів
- с. Завадка
- с. Спас
- с. Сушиця

## Склад ради
Рада складається з 16 депутатів та голови.

### Керівний склад попередніх скликань
| ПІБ                          | Основні відомості                                                             | Дата обрання | Дата звільнення |
| ---------------------------- | ----------------------------------------------------------------------------- | ------------ | --------------- |
| Сіка Ігор Йосипович          | Сільський голова, 1953 року народження, безпартійний                          | 26.03.2006   | 31.10.2010      |
| Головчак Зеновій Ярославович | Сільський голова, 1967 року народження, освіта середня загальна, безпартійний | 31.10.2010   |                 |

Примітка: таблиця складена за даними джерела